# Crossing Point - I signori della droga
Crossing Point - I signori della droga (Crossing Point) è un film del 2016 diretto da Daniel Zirilli.

## Trama
Michael (Shawn Lock) e Olivia (María Gabriela de Faría) sono due fidanzati in vacanza a Baja, ma la loro vacanza diventa un incubo quando Olivia viene rapita da un cartello della droga, che chiede a Michael di rubare uno zaino pieno di cocaina a un cartello rivale ed attraversare il confine degli Stati Uniti entro dodici ore o altrimenti Olivia sarà uccisa. Un poliziotto di Tijuana si mette sulle sue tracce in un vortice di tradimenti, azione e sparatorie.

## Distribuzione
Il film è uscito anche in Italia con il titolo Crossing Point - I signori della droga.